# Геройко Милчев
Геройко Милчев е български краевед.

## Биография
Роден е на 20 февруари 1921 г. в село Гушанци, днес Замфирово, Берковско. Завършва основното си образование през 1935 г., а Берковската гимназия – през 1940 г. През 1942 г. завършва с висок успех Учителския институт в Дупница – историко-филологическа група. От есента на същата година е учител в село Мърчево, след това отива в казармата – завършва ШЗО. От есента на 1945 г. отново е учител в Мърчево и в гимназията в с. Владимирово. През 1946 г. е учител в с. Замфирово. Едновременно с това следва задочно история в Софийския университет и завършва предсрочно за 3 години.
От 1949 г. е учител в Берковската гимназия. Тук разгръща своя талант не само на увлекателен преподавател на родната история, но доказва и голямото си родолюбие, патриотизъм и организаторски способности. Създава и умело ръководи прочутия исторически кръжок – 17 пъти национален първенец в републиканските прегледи, както и училищния исторически музей в Берковската гимназия.
Удостоен е с орден „Св. св. Кирил и Методий“ I степен, както и със званието „Заслужил учител“.
През 1998 г. е избран за почетен гражданин на град Берковица.
Починал на 11 май 2001 г. на 80-годишна възраст.